# Luzula romanica
Luzula romanica là một loài thực vật có hoa trong họ Juncaceae. Loài này được J.Dvorák & Vorel mô tả khoa học đầu tiên năm 1973.